# Иванов, Владислав Дмитриевич (педагог)
Владисла́в Дми́триевич Ивано́в (6 февраля 1929, Шенкурск, Северный край, РСФСР, СССР — 30 июля 2022, Архангельск) — деятель образовательной сферы в Архангельской области, с 1963 по 2006 год, на протяжении 43 лет — бессменный директор средней школы № 6 города Архангельска (с 1995 года — муниципального образовательного учреждения «Общеобразовательная гимназия № 6»). Заслуженный учитель РСФСР (1975), Почётный гражданин Архангельска.

## Биография
Владислав Иванов родился 6 февраля 1929 года в Шенкурске. В 1951 году окончил историко-филологический факультет Архангельского государственного педагогического института им. М. В. Ломоносова, после чего два года служил в органах МГБ.
В 1953 году пришёл работать в среднюю школу № 22 города Архангельска, где работал на должности учителя истории до 1958 года. Затем с 1958 по 1961 год работал директором архангельской средней школы № 4.
С 1961 по 1963 год занимал пост второго секретаря Октябрьского райкома КПСС Архангельска.
В 1963 году назначен директором средней школы № 6 города Архангельска. Под его руководством, школа в 1995 году получила статус гимназии, а в 2001 году была признана «Школой Года» в рамках конкурса Министерства образования РФ. Все выпускники гимназии, а также коллеги Владислава Дмитриевича, помнят его неповторимый стиль руководства и преподавания, подразумевающий строгую логику, глубоко научный подход, умение видеть главное. В стенах школы его многие годы называли коротко и уважительно — Шеф. Иванов всегда отличался необыкновенной работоспособностью, профессионализмом, обязательностью, творческим подходом, неиссякаемой энергией. Именно под его умелым руководством, шестая школа стала одной из лучших в городе, собрав блистательный педагогический состав. Владислав Дмитриевич также является создателем музея истории школы, автором книги «История одной школы» (2003), посвящённой ученикам и учителям гимназии. В 1999 году по инициативе Иванова в гимназии был создан общественный фонд поддержки и содействия педагогам и учащимся гимназии. Правление и попечительский совет фонда оказывают неоценимую помощь в материально-техническом обеспечении учебно-воспитательного процесса.
В 2006 году Иванов покинул пост директора 6-й гимназии после 43 лет работы на этой должности. 1 сентября 2006 года он передал символический ключ и эстафету руководства новому директору — Владимиру Уткину.
В 2007 году Владислав Иванов, будучи членом общественного совета Архангельска, поддержал мэра Архангельска Александра Донского, участвовавшего в телепередаче «К барьеру» против Александра Хинштейна.
Владислав Дмитриевич также является автором книги о родной гимназии — «История одной школы». Первое её издание вышло в 2003 году, второе он специально подготовил к 75-летию гимназии — в 2012 году. Сам Иванов, так презентовал свою книгу:

История по определению солидных энциклопедических словарей означает расследование, установление и объяснение фактов прошлого, словесное изложение их на бумаге, чтобы прошедшие события не были забыты. На изложение событий о шестой школе полное право принадлежит автору, потому что в этой школе я отработал директором сорок два года восемь месяцев и три дня. Эти годы были годами борьбы с самим собой, с обстоятельствами, соперниками и некоторыми чиновниками от образования. Все достижения школы — заслуга тех учителей, что заложили традиции вооружения учащихся глубокими и прочными знаниями. Я очень благодарен всем своим выпускниках за помощь в издании книги— Владислав Иванов для пресс-службы Архангельской Городской Думы
30 ноября 2012 года в рамках торжественного мероприятия, посвящённого 80-летию высшего педагогического образования в Архангельской области, Владислав Дмитриевич Иванов, будучи почётным доктором ПГУ, получил также диплом почётного доктора Северного (Арктического) Федерального Университета им. М. В. Ломоносова.
Скончался 30 июля 2022 года.

## Награды и звания

### Награды
- орден Ленина (1981)
- орден Трудового Красного Знамени (1971)
- медаль «За доблестный труд. В ознаменование 100-летия со дня рождения В. И. Ленина» (1970)
- знак «Отличник народного просвещения»
- Золотой почётный знак «Общественное признание» Национального Фонда «Общественное Признание» (2000)

### Звания
- Заслуженный учитель РСФСР (1975)
- Почётный гражданин Архангельска (1995)[9]
- Почётный доктор Поморского государственного университета (2001)[10]
- Почётный доктор Северного (Арктического) Федерального Университета им. М. В. Ломоносова (2012)[11]
- Профессор педагогики Лиги Возрождения культуры (ЮНЕСКО, 2004)

## Семья
- Был женат, имел сына и дочь; сын — учёный-физик, академик РАН Сергей Владиславович Иванов (род. 1955)

## Увлечения
- Увлекался краеведением, спиннинговой рыбалкой.